# Цопф, Фридрих Вильгельм
Фридрих Вильгельм Цопф (нем. Friedrich Wilhelm Zopf, 1846—1909) — немецкий миколог и альголог.

## Биография
Фридрих Вильгельм Цопф родился 12 декабря 1846 года в городе Рослебен в Германии. Учился в Берлинском университете. В 1878 году Университет Галле присвоил Цопфу учёную степень доктора философии за работу Die Conidienfrüchte von Fumago. В 1899 году Ф. В. Цопф стал директором ботанического сада Мюнстерского университета.

## Научные работы
- 1889: «Über Pilzfarbstoffe», Botanische Zeitung 47 : 53-91
- 1878: Die Conidienfrüchte von Fumago : Mit 8 Taf. Halle Blochmann
- 1888: Zur Kenntnis der Infektionskrankheiten niederer Tiere und Pflanzen, Halle
- Zur Kenntnis der Phycomyceten, Halle
- 1881: Zur Entwicklungsgeschichte der Ascomyceten, Chaetomium Halle
- Untersuchungen über die durch parasitische Pilze hervorgerufenen Krankheiten der Flechten, Halle
- 1886: Über die Gerbstoff- und Anthocyan-Behälter der Fumariaceen und einiger anderen Pflanzen, Cassel
- 1887: Die Krankheiten der landwirtschaftlichen Kulturpflanzen durch Schmarotzerpilze, Berlin Parey
- 1884—1885: Die Spaltpilze — nach dem neuesten Standpunkte bearbeitet, Breslau Trewendt
- 1907: Die Flechtenstoffe in chemischer, botanischer, pharmakologischer und technischer Beziehung

## Роды грибов, названные в честь Ф. В. Цопфа
- Zopfia Rabenh. 1874
- Zopfiella G. Winter 1884
- Zopfinula Kirschst. 1939 (=Keissleriella Höhn. 1919)
- Zopfiofoveola D. Hawksw. 1979